# 埃及眼鏡蛇
埃及眼鏡蛇（學名：Naja haje，英語：Egyptian Cobra），在埃及阿拉伯语中也称为“أورايوس”，发音为：Ouraeus，是爬蟲綱有鱗目眼鏡蛇科眼鏡蛇屬的生物。具毒性，主要分布於北非及中東地帶，活動於撒哈拉沙漠及敘利亞沙漠附近。埃及眼鏡蛇是非洲最常見的眼鏡蛇，而且經常襲擊人類，在當地製造了不少死亡事件，是非洲中第二大的眼鏡蛇，僅次於森林眼鏡蛇。

## 形態與習性
成型的埃及眼鏡蛇，身長約有1.5至2米，最大長度可達約3米。埃及眼鏡蛇最顯著的特徵是碩大的頭部及頸部，以及寬闊的喙部。眼睛以蛇類而言偏大，而且有著圓型的瞳孔。頸部的皮摺膨起時可以寬至15至18厘米。
埃及眼鏡蛇主要棲息在較為乾燥而且備有少量水源及植被的熱帶草原或半沙漠地區，實際上鮮少出沒於沙漠地帶上。
有時也會在綠洲、耕地、有零落植被的山群，與及一般草地。而最危險的情況是，埃及眼鏡蛇亦經常會進入有人類居住的房屋之中，而牠們通常都是被人類所食用的雞隻，或被人類廚餘招來的鼠群所吸引的。另外，亦有不少埃及眼鏡蛇會在地中海內潛游，由此可知牠們有一定的好水性。
埃及眼鏡蛇屬夜行性的陸上動物，牠們喜歡陰暗的環境，但偶爾也會在清晨的時候發現牠們在享受陽光的沐浴。牠們會居住於其它動物所挖掘的洞穴、白蟻丘或山岩之間等地方，有時甚至會闖進人類的生活環境中潛伏，以便獵食各類家禽。跟一般眼鏡蛇一樣，當埃及眼鏡蛇進行獵食或感應到危機時，能瞬即逃遁數米之遙，又或支起前半身，並展開頭頸兩側的皮褶以威嚇對手；但當牠們遇到比自己強的對手，感到力有不逮時，就會作出假死的舉動。

## 飲食及繁殖
埃及眼鏡蛇主要進食各種小型的動物、蜥蜴類、蟾蜍，甚或其它蛇類，包括眼鏡蛇。雌性的埃及眼鏡蛇能生產8至33枚蛇卵，生產地通常都在蟻丘，而經過六十天的孵化期後，幼蛇便會破殼而出。

## 毒性
埃及眼鏡蛇每次咬擊，平均能釋出175至200毫克的毒素，其毒之猛僅次於菲律賓眼鏡蛇（Philippine Cobra)。可是，埃及眼鏡蛇的致命性，卻被普遍認為高於上述的眼鏡蛇，原因是埃及眼鏡蛇的體型較大、個性兇猛較具攻擊性與及每次咬擊能釋出較大量的蛇毒。
埃及眼鏡蛇的蛇毒具有神經毒素，主要影響生物體的神經系統，強制中止神經訊息輸送至肌肉，最終連心臟及肺部等重要器官都會喪失接收神經訊號的機能，令呼吸作用全盤癱瘓，導致死亡。被注入蛇毒後，被咬部位會即時出現疼痛、腫大、發現硬塊、起泡、肌群壞死等表徵，而隨著中毒深淺之別，其它各樣可能出現的表徵還包括頭痛、嘔吐、腹痛、腹瀉、暈眩、昏厥或痙攣等。

## 相關文化
埃及眼鏡蛇的其中一個典型形象，是作為埃及蛇形女神瓦吉特的代表物，亦是古法老王支配國的權威標誌，因此亦被稱為「神聖的毒蛇」（Uraeus serpent）。
在很多古代的文獻中，都紀錄古埃及托勒密王朝的著名女后克利奧帕特拉七世（亦稱「埃及艷后」）曾操毒蛇咬傷自己以自殺，文獻中提到的那條毒蛇，名為「aspis」。希臘作家普魯塔克指出，埃及艷后曾經在死刑囚犯身上做過多次的蛇毒實驗，最終證實「aspis」的毒素在眾多致命毒物中，能帶給中毒者最小程度的痛苦。而現代研究中，普遍認同當時的「aspis」，所指的就是埃及眼鏡蛇。